# Czekarzewice Drugie
Czekarzewice Drugie – wieś w Polsce położona w województwie świętokrzyskim, w powiecie opatowskim, w gminie Tarłów.
W latach 1975–1998 miejscowość administracyjnie należała do województwa tarnobrzeskiego.
Przez miejscowość przebiega droga krajowa nr 79 z Warszawy do Sandomierza oraz  droga wojewódzka 754.
Wierni kościoła rzymskokatolickiego należą do parafii Najświętszego Serca Jezusowego w Czekarzewicach.
| SIMC    | Nazwa    | Rodzaj    |
| ------- | -------- | --------- |
| 0808191 | Lipcówka | część wsi |